# Walter Schottky
Walter Schottky (n. 23 iulie 1886, Zürich, cantonul Zürich, Elveția – d. 4 martie 1976, Forchheim, Regatul Bavariei, Germania) a fost un fizician și inventator german.
Fiul unui matematician, Walter Schottky și-a petrecut copilăria la Berlin. A fost unul dintre puținii doctoranzi pe care i-a avut Max Planck. După terminarea studiilor, a fost profesor de fizică teoretică la Universitatea din Rostock (între anii 1923 și 1927). La firma Siemens & Halske din Berlin și Pretzfeld, unde a lucrat ulterior, s-a ocupat mai ales de cercetări din domeniul fizicii stării solide și al electronicii.
A adus contribuții importante în cercetarea zgomotului de fond, fenomen care apare din cauza mișcării neuniforme, statistice a electronilor și a altor purtători de sarcină, și care poate fi auzit cu ajutorul unui difuzor. Acest concept a fost dezvoltat ulterior mai departe: de la zgomotul termic Johnson-Nyquist, pâna la radiația de fond din astronomie. De asemenea a cercetat distribuțiile de sarcină în tuburi electronice. De aici este cunoscută legea Schottky-Langmuir, caracteristica curent-tensiune într-un tub electronic. În 1915 Schottky a inventat tetroda.
Cele mai importante au fost însă cercetările sale din domeniul semiconductorilor, care au dus la dezvoltarea redresoarelor din oxid de cupru și mai apoi la construirea tranzistorului. Astfel Schottky a folosit pentru prima dată conceptul de goluri pentru a explica efectele pe care le observase la cristalele de oxid de cupru. Studiul zonelor de conducție, valență și al zonei interzise la semiconductori a dus la construirea diodei Schottky, o diodă redresoare cu contact punctiform. 
Schottky a fost unul dintre inventatorii receptorului radio tip superheterodină, cu frecvență purtătoare. Efectul Schottky este de asemenea important pentru tehnica tuburilor electronice.
În München există un institut de cercetare al universtății tehnice care îi poartă numele. De asemenea există și Premiul Walter Schottky în domeniul fizicii corpului solid, premiu care se acordă anual.